# Parafia Najświętszej Maryi Panny Matki Kościoła w Tarle
Parafia Najświętszej Maryi Panny Matki Kościoła w Tarle – parafia rzymskokatolicka znajdująca się w archidiecezji lubelskiej, w dekanacie Czemierniki.

## Zasięg parafii
Do parafii należą wierni z następujących miejscowości: Górka Lubartowska, Tarło-Kolonia, Tarło.